# عبدالرحمن محمد (زاده ۱۹۸۸)
عبدالرحمن محمد (انگلیسی: Abdurahman Mohammed؛ زادهٔ ۱۶ مارس ۱۹۸۸) یک بازیکن فوتبال اهل قطر است.

## تیم ملی
وی همچنین در تیم ملی فوتبال قطر بازی کرده است.